# Dianyuea
Dianyuea turbinata é uma espécie de arbusto endémico da Preservação da Natureza Tongbiguan, em Yunnan, uma província da China. Originalmente descrita no género Flacourtia (F. turbinata), com base em material limitado (sem indivíduos do sexo masculino), esta inusitada espécie é agora reconhecida como o único membro do género Dianyuea e é o único membro da subfamília Scyphostegioideae de Salicaceae. Além de análises filogenéticas de dados de ADN, a placentação basal da espécie, filamentos connate estame, e as sementes com apêndices arilloid, indicam que esta espécie está relacionada à Scyphostegia, um género monotipo que agora é colocado em uma ampla circunscrita Salicaceae.
Este arbusto é nomeado em honra a Dian-Yue (em Chinês: 滇越), um antigo reino no sul da Rota da Seda, onde a espécie é encontrada.